# Bryceland
Bryceland és una població dels Estats Units a l'estat de Louisiana. Segons el cens del 2000 tenia 114 habitants.

## Demografia
Segons el cens del 2000, Bryceland tenia 114 habitants, 48 habitatges, i 30 famílies. La densitat de població era de 18,9 habitants/km².
Dels 48 habitatges en un 29,2% hi vivien nens de menys de 18 anys, en un 50% hi vivien parelles casades, en un 6,3% dones solteres, i en un 37,5% no eren unitats familiars. En el 27,1% dels habitatges hi vivien persones soles el 16,7% de les quals corresponia a persones de 65 anys o més que vivien soles. El nombre mitjà de persones vivint en cada habitatge era de 2,38 i el nombre mitjà de persones que vivien en cada família era de 2,93.
Per edats la població es repartia de la següent manera: un 22,8% tenia menys de 18 anys, un 10,5% entre 18 i 24, un 23,7% entre 25 i 44, un 24,6% de 45 a 60 i un 18,4% 65 anys o més.
L'edat mediana era de 38 anys. Per cada 100 dones de 18 o més anys hi havia 104,7 homes.
La renda mediana per habitatge era de 26.750 $ i la renda mediana per família de 33.750 $. Els homes tenien una renda mediana de 30.313 $ mentre que les dones 27.500 $. La renda per capita de la població era de 14.478 $. Cap de les famílies i el 6,3% de la població estaven per davall del llindar de pobresa.

## Poblacions més properes
El següent diagrama mostra les poblacions més properes.